# Église Saint-Saturnin de Saint-Saturnin (Charente)
Pour les articles homonymes, voir Église Saint-Saturnin.
L'église Saint-Saturnin est une église catholique située à Saint-Saturnin, en France.

## Localisation
L'église est située dans le département français de la Charente, sur la commune de Saint-Saturnin près d'Angoulême.

## Historique
L'église paroissiale de Saint-Saturnin, dédiée à Saturnin de Toulouse (appelé aussi saint Sernin), a été construite au XIIe siècle et restaurée  au XVe siècle ; elle a été classée monument historique le 7 décembre 1973.
L'ensemble des murs et la façade de l'édifice ont été ravalés en 2010.

## Architecture
Sa façade compte quatre voussures surmontées d'un cordon décoré de pointes de diamant ainsi que de jolis modillons.

## Mobilier
L'église renferme un tableau du XVIIe siècle sur la crucifixion du Christ entourée des saintes femmes. Il est en mauvais état mais il a été inscrit monument historique à titre objet en 1995.

## Galerie

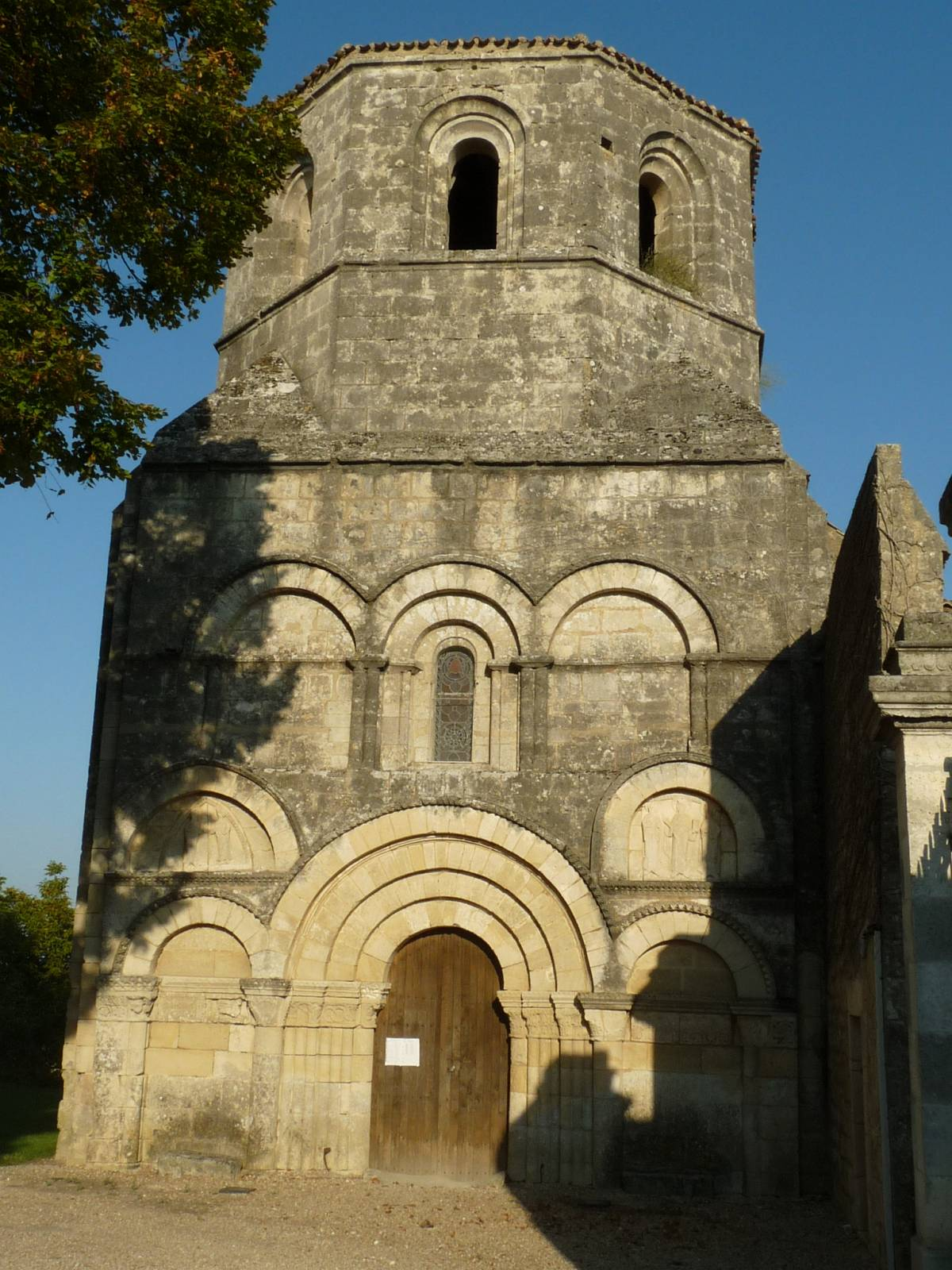
La façade avant restauration
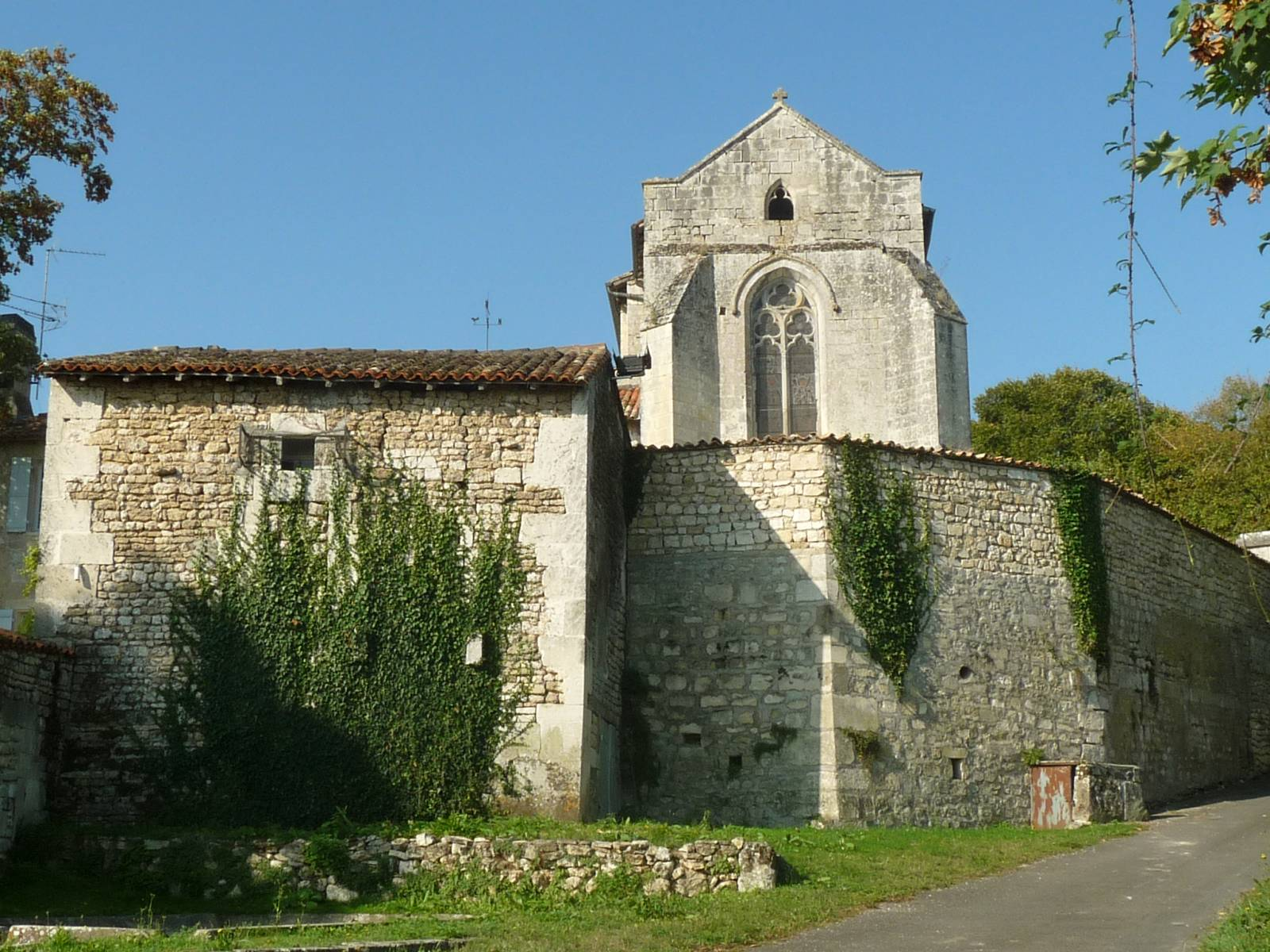
Vue de l'arrière
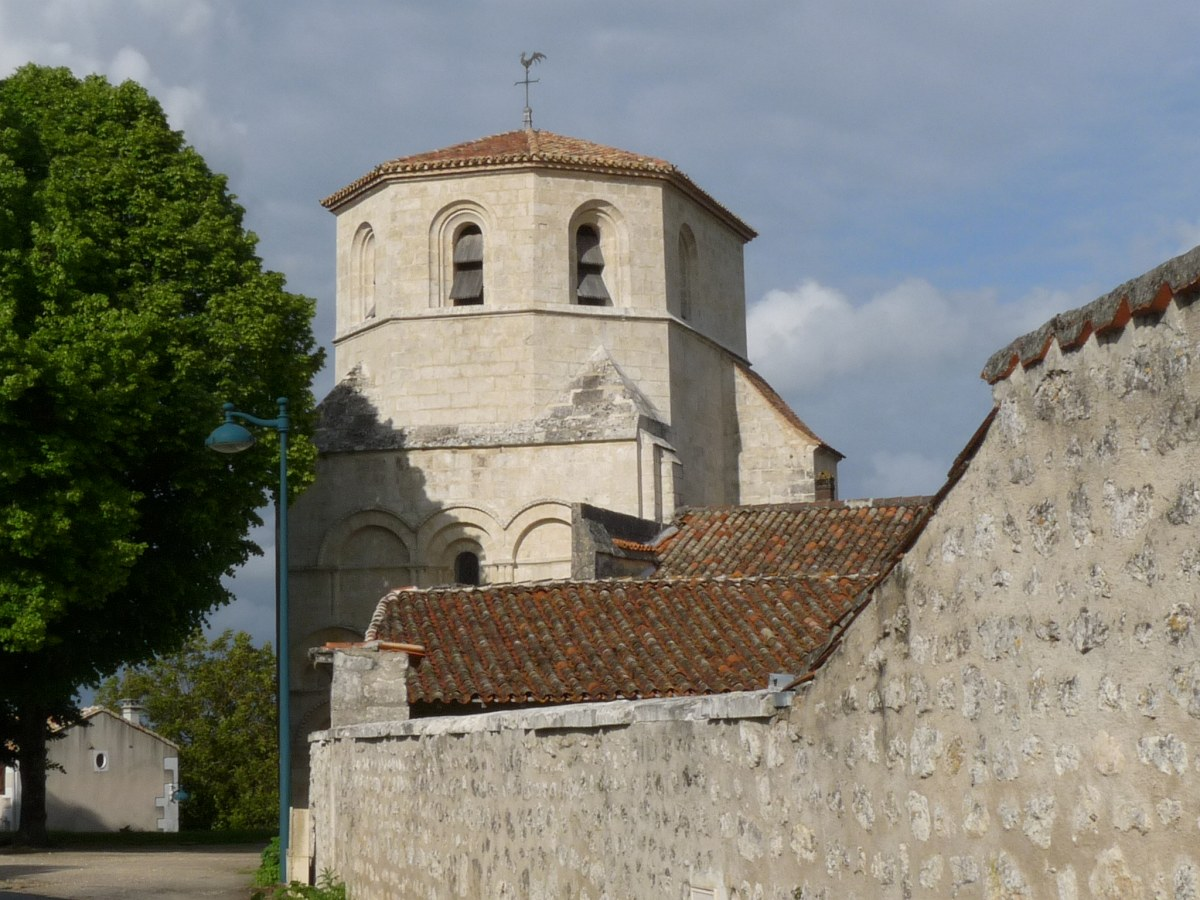
Le clocher
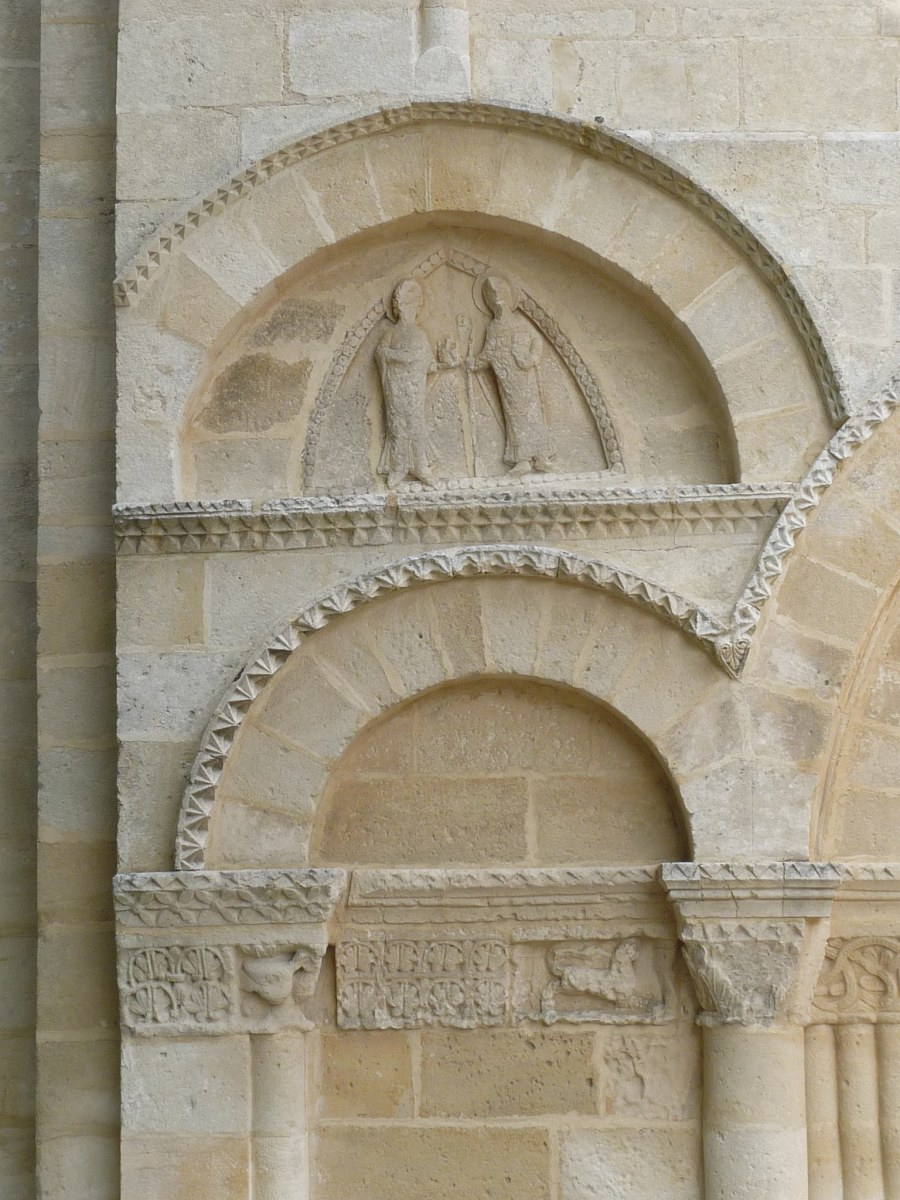
Détail à gauche du portail
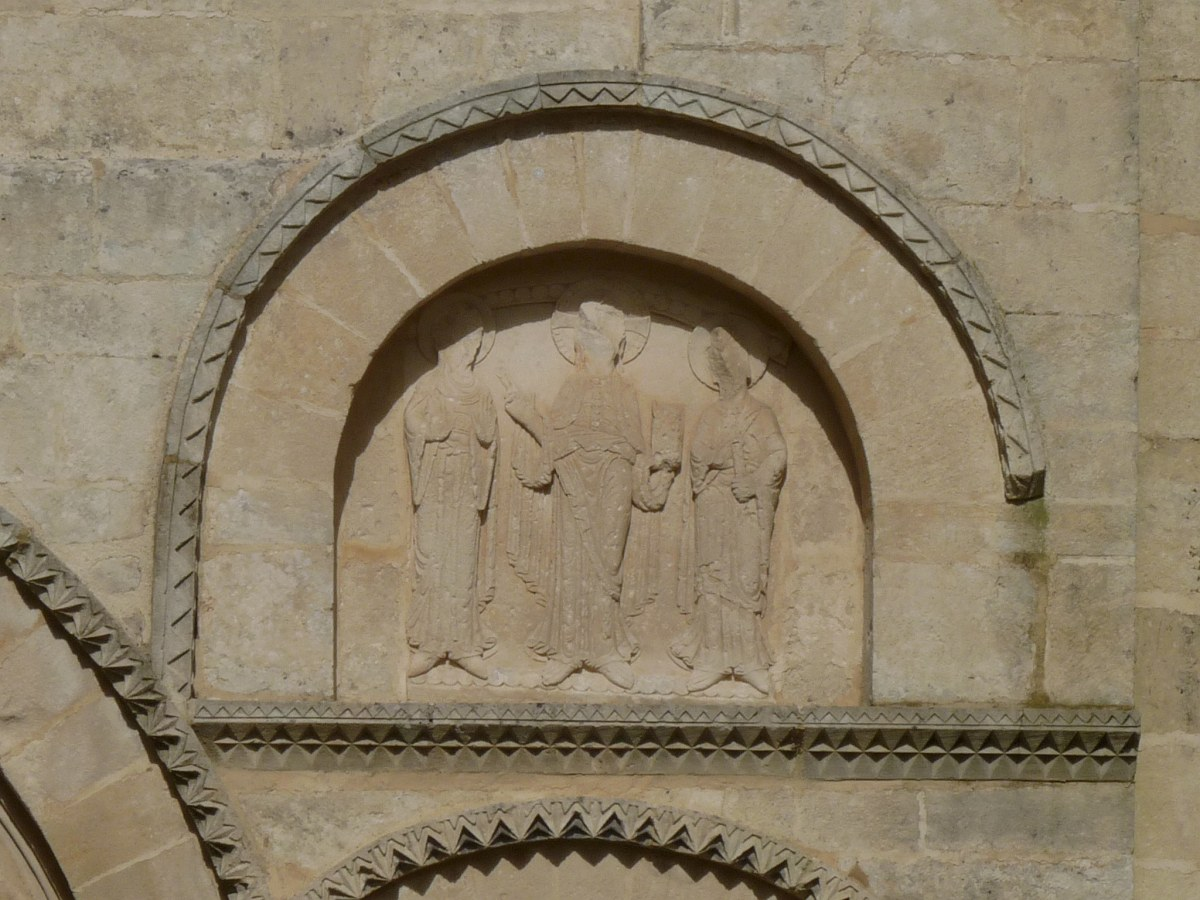
Détail à droite du portail
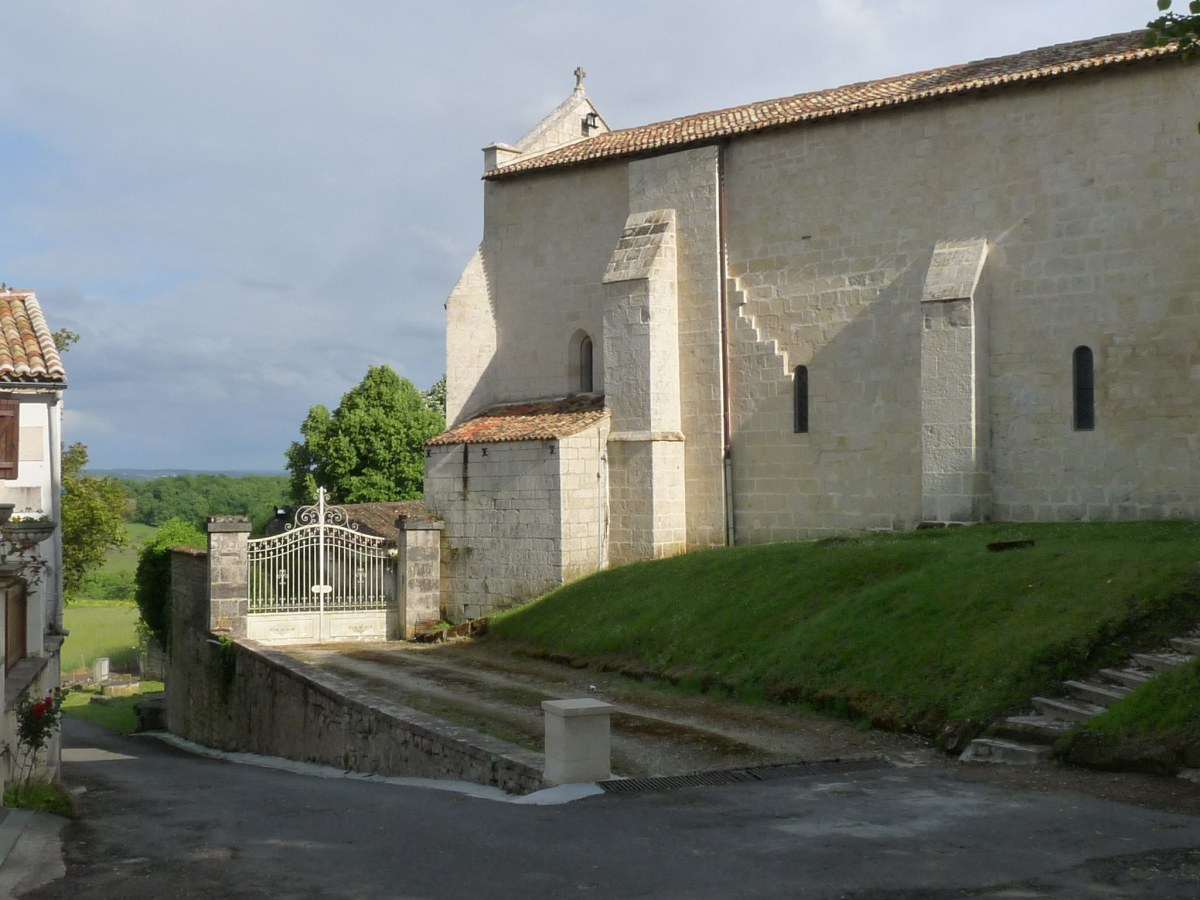
Mur nord de la nef
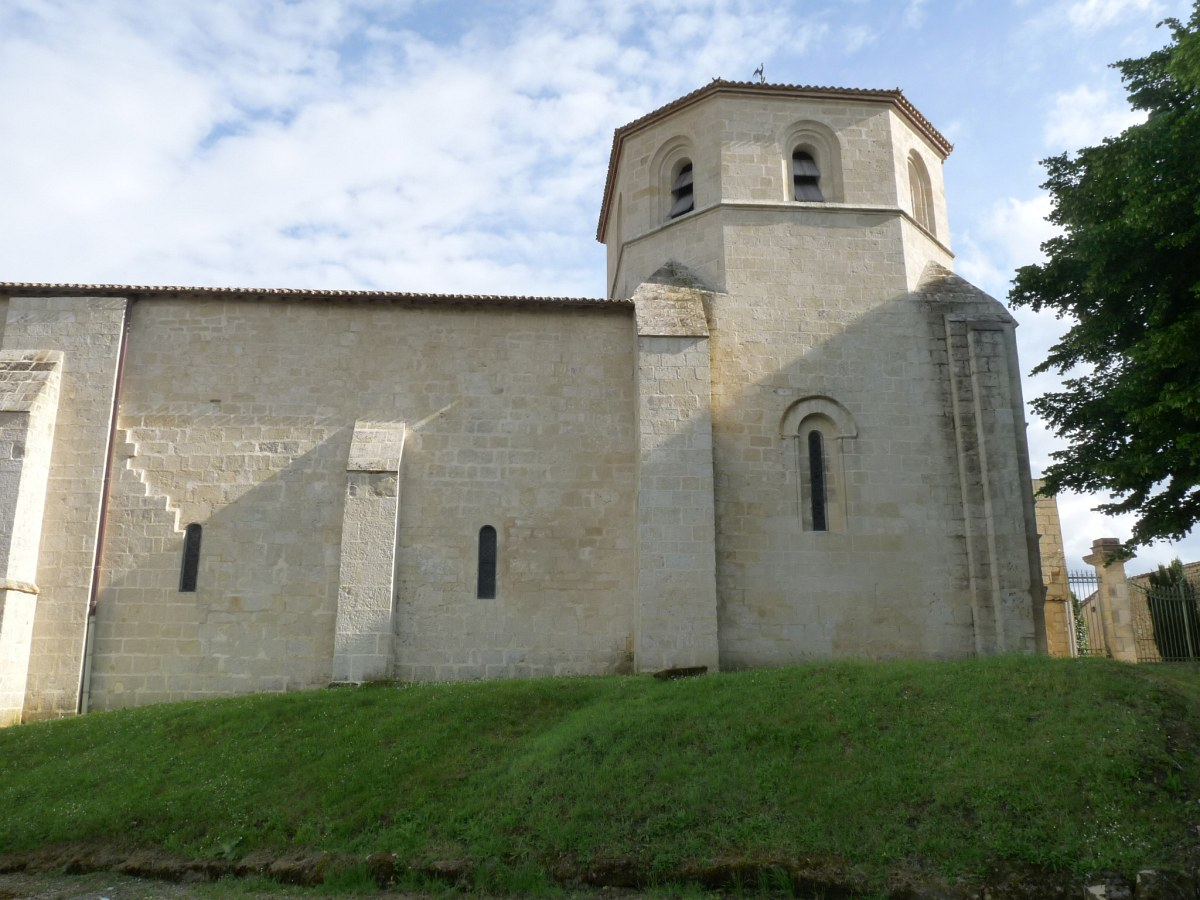
Mur nord de la nef et clocher